# Radio Rebel
Radio Rebel is een Disney Channel Original Movie uit 2012, gebaseerd op een roman genaamd Shrinking Violet. De film werd geregisseerd door Peter Howitt en het script is geschreven door Erik Patterson. De film volgt Tara gespeeld door Debby Ryan. Tara is erg verlegen op school, maar is thuis een populaire DJ, maar niemand weet dat zij dat is. De film ging in de Verenigde Staten in première op 17 februari 2012. In Vlaanderen en Nederland ging de film op 12 oktober 2012 in première. De film trok een publiek van 4,3 miljoen kijkers op haar premièreavond.

## Verhaal
Ouderejaars Tara is zo verlegen dat ze niet durft te praten in de gangen, of een overhoring te krijgen in de klas. Maar als ze alleen is, pakt ze haar iPod in haar hand en rockt ze op Miami's bekendste hotste radiostation, dat wordt beheerd door haar stiefvader. Wanneer er een plaats is in The SLAM, besluit Tara toch met al haar vertrouwen de microfoon te pakken, als Radio Rebel en iedereen is geschokt. Zelfs Gavin, de jongen die ze al heel lang leuk vindt, praat over de mysterieuze DJ met een geweldige muzieksmaak. Maar wanneer directrice Morreno wil weten wie ze is, maar er is niemand die zich meldt. Vervolgens kondigt directrice Morreno aan dat tot Radio Rebel zich meldt, ze het bal afzegt. Iedereen is nu boos op Radio Rebel. En ondertussen op school weet Tracy haar andere identiteit (Radio Rebel). SLAM en Radio Rebel organiseren een lab, het omgekeerde van een bal, en iedereen is weer blij met Radio Rebel. Maar als Radio Rebel op het lab tot ‘lab-koningin’ wordt gekozen, komt ze ondanks dat ze een risico loopt toch haar kroon ophalen en iedereen is geschokt. Directrice Morreno zegt vervolgens voordat Tara haar kroon krijgt dat ze geschorst is, maar Audrey en de school staat voor haar op, iedereen roept dat ze Radio Rebel zijn, en Morreno geeft op. Dan komt het goed tussen Tara en Tracy als Tara Tracy de kroon geeft omdat ook zij riep dat ze Radio Rebel is en de kroon dus ook van haar is.

## Rolverdeling
- Debby Ryan als Tara Adams
- Sarena Parmar als Audrey
- Adam DiMarco als Gavin
- Merritt Patterson als Stacey
- Allie Bertram als Kim
- Iain Belcher als Barry
- Rowen Kahn als Larry
- Atticus Dean Mitchell als Gabe
- Mercedes de la Zerdes als DJ Cami Q
- April Telek als Delilah
- Samuel Patrick Chu als RC Dorky Guy
- Martin Cummins als Rob
- Nancy Robertson als Principal Moreno
- Keith MacKechnie als Mr. Margowsky

## Productie
De film werd opgenomen in Vancouver in Canada in juli en augustus 2011.